# Nicobium
Nicobium — род жесткокрылых насекомых семейства точильщиков.

## Описание
Переднеспинка горбатая, наибольшая ширина её впереди середины, основание дуговидное.

## Систематика
В составе рода:
- Nicobium auroguttatum Reitter, 1908
- Nicobium castaneum (Olivier, 1790)
- Nicobium schneideri Reitter in Schneider & Leder, 1878
- Nicobium villosum (Brullé, 1838)